# Eulers kedjebråksformel
Inom matematiken är Eulers kedjebråksformel en viss identitet mellan en serie med ett kedjebråk. Formeln bevisades av Euler och publicerades 1748. Formeln är
{\displaystyle a_{0}+a_{0}a_{1}+a_{0}a_{1}a_{2}+\cdots +a_{0}a_{1}a_{2}\cdots a_{n}={\cfrac {a_{0}}{1-{\cfrac {a_{1}}{1+a_{1}-{\cfrac {a_{2}}{1+a_{2}-{\cfrac {\ddots }{\ddots {\cfrac {a_{n-1}}{1+a_{n-1}-{\cfrac {a_{n}}{1+a_{n}}}}}}}}}}}}}\,}
Den kan lätt kontrolleras med induktion.

## Specialfall
{\displaystyle e^{x}={\frac {x^{0}}{0!}}+{\frac {x^{1}}{1!}}+{\frac {x^{2}}{2!}}+{\frac {x^{3}}{3!}}+{\frac {x^{4}}{4!}}+\cdots =1+{\cfrac {x}{1-{\cfrac {1x}{2+x-{\cfrac {2x}{3+x-{\cfrac {3x}{4+x-\ddots }}}}}}}}}
{\displaystyle \log(1+x)={\frac {x^{1}}{1}}-{\frac {x^{2}}{2}}+{\frac {x^{3}}{3}}-{\frac {x^{4}}{4}}+\cdots ={\cfrac {x}{1-0x+{\cfrac {1^{2}x}{2-1x+{\cfrac {2^{2}x}{3-2x+{\cfrac {3^{2}x}{4-3x+\ddots }}}}}}}}}

### Allmänna källor
- H. S. Wall, Analytic Theory of Continued Fractions, D. Van Nostrand Company, Inc., 1948; reprinted (1973) by Chelsea Publishing Company ISBN 0-8284-0207-8.